# Frédéric Petit (homme politique, 1961)
Pour les articles homonymes, voir Frédéric Petit.
Frédéric Petit, né le 10 février 1961 à Marseille (Bouches-du-Rhône), est un ingénieur et homme politique français. Membre du Mouvement démocrate (MoDem), il est député de la septième circonscription des Français établis hors de France (Allemagne, Europe centrale et Balkans), élu lors des élections législatives de 2017, réélu lors des élections législatives de 2022 et des élections législatives anticipées de 2024.

## Biographie
Frédéric Petit est né en 1961, à Marseille, d’un père ingénieur et d’une mère professeur d’anglais. Il grandit en Lorraine, où son père est venu travailler dans la sidérurgie. Il fait sa scolarité au lycée Schuman, puis entre en mathématiques supérieures au lycée Fabert.
Il est titulaire d’un diplôme d’ingénieur environnement de l’Institut polytechnique de Lorraine (ENSGSI et ENS de géologie), il a suivi des études d’histoire, de lettres modernes, et de musicologie à l’université de Metz, et un DUT de gestion des entreprises et des administrations. Il est médiateur, membre de la Chambre nationale des praticiens de la médiation. Il est propriétaire d’un brevet concernant l’équilibrage des gros réseaux de chaleur urbains (INPI).
En septembre 1982, il effectue un service national civil de 16 mois au Cameroun, et à son retour, il décide de s’engager à temps plein dans un projet social dans la ZUP de Borny, à Metz. Il y passe onze années comme directeur du Comité de gestion des centres sociaux de Borny.
En 1994, il prend la direction du centre interculturel de Bévoye, expérience transfrontalière de rencontres de jeunes Européens.
En 1998, il rejoint la Compagnie générale de chauffe, l’ancêtre du groupe Veolia Énergie, qui lui offre en 2000 l’opportunité de s’installer en Europe centrale (Lituanie puis Pologne) où le groupe se développait à l’époque activement.
De 2005 à 2009, il dirige Onyx Polska (Veolia Environnement). Il est élu par la profession président du Syndicat des employeurs du traitement des déchets polonais. Il participe à ce titre aux travaux du Parlement polonais.
En 2009 et 2010, il travaille à son compte, et effectue des missions d’ingénierie et de management de transition très diverses en Europe (captage de méthane dans les vieilles mines du Donbass, conseil à un député européen polonais pour la Cop 15, audits de réseau de chaleur dans les pays de l’Est, etc.) avant qu’en août 2010, le groupe de BTP Consolis (Bonna Sabla) lui propose de partir en Égypte, au départ pour redynamiser sa filiale égyptienne, puis pour des objectifs rapidement moins ambitieux sur le plan économique après le Printemps arabe. Après 5 années, il revient en Pologne, toujours pour le groupe Consolis, pour créer « Consolis Central Europe ». Il dirige cette société et les filiales qui lui sont rattachées (Roumanie, Hongrie, Lituanie, Pologne, République Tchèque, Serbie, Ukraine). Il quitte le groupe Consolis en août 2016.

## Parcours politique

### Mandat local
Frédéric Petit a été adjoint au maire de Maizery (Moselle) de 1995 à 2001.

### Elections législatives de 2017
En 2017, il s'engage en tant que membre de la « société civile » au sein de Fédération des Français de l'étranger du Mouvement démocrate (MoDem). Il est investi à ce titre dans le cadre des accords entre La République en marche et le MoDem lors des élections législatives dans la Septième circonscription des Français établis hors de France. Il l'emporte au second tour contre le député socialiste sortant Pierre-Yves Le Borgn', recueillant près de 63 % des suffrages exprimés.

### Député de laXVelégislature
À l'Assemblée nationale, Frédéric Petit est membre du groupe MoDem et apparentés et siège à la commission des Affaires étrangères.
Au sein de cette commission, il est rapporteur pour avis de la diplomatie culturelle et d'influence française,,, qui comprend notamment les crédits de l’Agence pour l’enseignement français à l’étranger, de l'Institut français, d'Atout France ou de Campus France[source insuffisante].
En 2019, il est nommé co-rapporteur de la mission d'information « Dérèglements Climatiques et Conflits »,,[source insuffisante].
Le 17 janvier 2022, il présente une proposition de résolution invitant l’Assemblée nationale à condamner « solennellement le régime biélorusse illégitime d’Alexandre Loukachenko ». Le texte est adopté à l'unanimité[source insuffisante].

### Elections législatives de 2022
Il est candidat à sa réélection, dans la septième circonscription des Français établis hors de France, lors des élections législatives de 2022. Investi sous la bannière Ensemble, il termine en tête au premier tour, recevant 34,58 % des voix, devant la candidate Asma Rharmaoui-Claquin (NUPES). Il est ensuite réélu au second tour, recevant 60,21 % des voix face à la candidate de la NUPES.

### Député de laXVIelégislature
En juin 2022, après sa réélection, il est nommé vice-président de la commission des Affaires européennes de l'Assemblée nationale. 

### Parti démocrate européen
En mai 2021, Frédéric Petit est nommé secrétaire général adjoint du Parti démocrate européen,,[source insuffisante].

## Synthèse des mandats
- Député de la 7e circonscription des Français établis hors de France (Allemagne, Europe centrale et Balkans) des XVe et XVIe législatures.

## Fonctions actuelles à l'Assemblée nationale
- Membre de la commission des Affaires étrangères[3]
- Vice-président de la commission des Affaires européennes[16]
- Membre de l'Assemblée parlementaire franco-allemande[17]
- Membre de la délégation française à l'assemblée parlementaire de la coopération économique de la mer noire[18]
- Membre du conseil d'administration de l'agence pour l'enseignement français à l'étranger
- Membre du conseil d'administration de l'agence française de développement[19]